# Prêmio Jules Janssen
O Prêmio Jules Janssen (em francês:  Prix Jules Janssen) é a mais significativa condecoração da Société astronomique de France. Criado em 1897 e concedido anualmente, é normalmente concedido em anos alternados a um astrônomo francês e a de outra nacionalidade. Não confundir com a Medalha Janssen (criada em 1886), concedida pela Académie des Sciences. Ambas as condecorações homenageiam o astrônomo francês Pierre Janssen.

## Laureados[1]
- 1897 - Camille Flammarion
- 1898 - Samuel Pierpont Langley
- 1899 - Auguste Charlois
- 1900 - Pierre Puiseux
- 1901 - Joseph Joachim Landerer, Thomas David Anderson e Henri Chrétien
- 1902 - Sylvie Camille Flammarion
- 1903 - Michel Giacobini
- 1904 - Percival Lowell
- 1905 - José Comas y Solá
- 1906 - Edward Emerson Barnard
- 1907 - Milan Rastislav Štefánik
- 1908 - Edward Charles Pickering
- 1909 - William Henry Pickering
- 1910 - Philip Herbert Cowell e Andrew Crommelin
- 1911 - Jean Bosler
- 1912 - Max Wolf
- 1913 - Alphonse Borrelly
- 1914 - Annibale Riccò
- 1915 - não atribuído
- 1916 - não atribuído
- 1917 - George Ellery Hale
- 1918 - G. Raymond
- 1919 - Guillaume Bigourdan
- 1920 - Henri-Alexandre Deslandres
- 1921 - René Jarry-Desloges
- 1922 - Albert Abraham Michelson
- 1923 - Aymar de La Baume Pluvinel
- 1924 - George Willis Ritchey
- 1925 - Eugène Michel Antoniadi
- 1926 - Walter Sydney Adams
- 1927 - Gustave-Auguste Ferrié
- 1928 - Arthur Stanley Eddington
- 1929 - Charles Fabry
- 1930 - Robert Esnault-Pelterie
- 1931 - Albert Einstein
- 1932 - Bernard Lyot
- 1933 - Harlow Shapley
- 1934 - Willem de Sitter
- 1935 - Ernest Esclangon
- 1936 - Georges Lemaître
- 1937 - Giorgio Abetti
- 1938 - Jules Baillaud
- 1939 - Albert Arnulf
- 1940 - não atribuído
- 1941 - não atribuído
- 1942 - não atribuído
- 1943 - não atribuído
- 1944 - não atribuído
- 1945 - Harold Spencer Jones
- 1946 - Charles Maurain, Fernand Baldet
- 1947 - Jan Hendrik Oort
- 1948 - Lucien d'Azambuja
- 1949 - Bertil Lindblad
- 1950 - André-Louis Danjon
- 1951 - Gerard Peter Kuiper
- 1952 - Frederick John Marrian Stratton
- 1953 - André Couder
- 1954 - Otto Struve
- 1955 - André Lallemand
- 1956 - Viktor Ambartsumian
- 1957 - Daniel Chalonge
- 1958 - Pol Swings
- 1959 - Charles Fehrenbach
- 1960 - Albert Edward Whitford
- 1961 - Jean Coulomb
- 1962 - Otto Heckmann
- 1963 - Jean Dufay
- 1964 - Guglielmo Righini
- 1965 - Jean-François Denisse
- 1966 - Marcel Gilles Jozef Minnaert
- 1967 - Jean-Claude Pecker
- 1968 - Karl-Otto Kiepenheuer
- 1969 - Nicolas Stoyko
- 1970 - Martin Schwarzschild
- 1971 - Jean Rösch
- 1972 - Donald Harry Sadler
- 1973 - Évry Schatzman
- 1974 - Walter Ernst Fricke
- 1975 - Pierre Lacroute
- 1976 - Donald Howard Menzel
- 1977 - James Lequeux
- 1978 - Adriaan Blaauw
- 1979 - Jean Kovalevsky
- 1980 - Lyman Spitzer
- 1981 - G. Courtés
- 1982 - Peter van de Kamp
- 1983 - Jacques Lévy e Charles Bertaud
- 1984 - Cornelis de Jager
- 1985 - Paul Muller
- 1986 - Marcel Golay
- 1987 - Jean Delhaye
- 1988 - Gérard de Vaucouleurs
- 1989 - Bernard Guinot
- 1990 - Herbert Friedmann
- 1991 - Pierre Mein
- 1992 - Luboš Perek
- 1993 - Audouin Dollfus
- 1994 - Edith Müller
- 1995 - François Roddier
- 1996 - Michael Perryman
- 1997 - Elizabeth Nesme e Serge Koutchmy
- 1998 - Michel Mayor
- 1999 - Pierre Léna
- 2000 - Reinhard Genzel
- 2001 - Roger Cayrel
- 2002 - Armand H. Delsemme
- 2003 - Jean-Paul Zahn
- 2004 - Jayant Narlikar
- 2005 - Roger-Maurice Bonnet
- 2006 - Owen Gingerich
- 2007 - Thérèse Encrenaz e Paul Couteau
- 2008 - Jan Stenflo
- 2009 - Catherine Cesarsky
- 2010 - Carlton Pennypacker
- 2011 - Roger Ferlet
- 2012 - Jay Pasachoff
- 2013 - Suzanne Débarbat
- 2014 - Rafael Rebolo López
- 2015 - Suzy Collin
- 2016 - John Leibacher
- 2017 - Françoise Combes
- 2018 - Alessandro Morbidelli
- 2019 - Hubert Reeves
- 2020 - Ewine van Dishoeck